# Слобожанська селищна рада (Дніпропетровська область)
Слобожа́нська се́лищна ра́да— орган місцевого самоврядування Слобожанської селищної громади у Дніпровському районі Дніпропетровської області, яка до 2016 року мала назву Ювіле́йна се́лищна ра́да. Слобожанській селищній раді з 2020 року підпорядковуються селище Слобожанське (адміністративний центр територіальної громади) та села Степове,Олександрівка, Василівка, Балівка та Партизанське. Також назву Ювіле́йна се́лищна ра́да мала колишня адміністративно-територіальна одиниця Дніпропетровського (нині Дніпровського) району з адміністративним центром у смт Ювілейному, нині смт Слобожанське.

## Населені пункти
Селищній раді до 2015 року були підпорядковані населені пункти:
- селище Слобожанське

Після об'єднання в 2015 році в Слобожанську селищну громаду підпорядковані такі населені пункти:
- селище Слобожанське
- село Степове

До них у 2020 році долучилися наступні населені пункти:
- село Олександрівка,
- село Василівка,
- село Балівка,
- село Партизанське.

## Склад ради

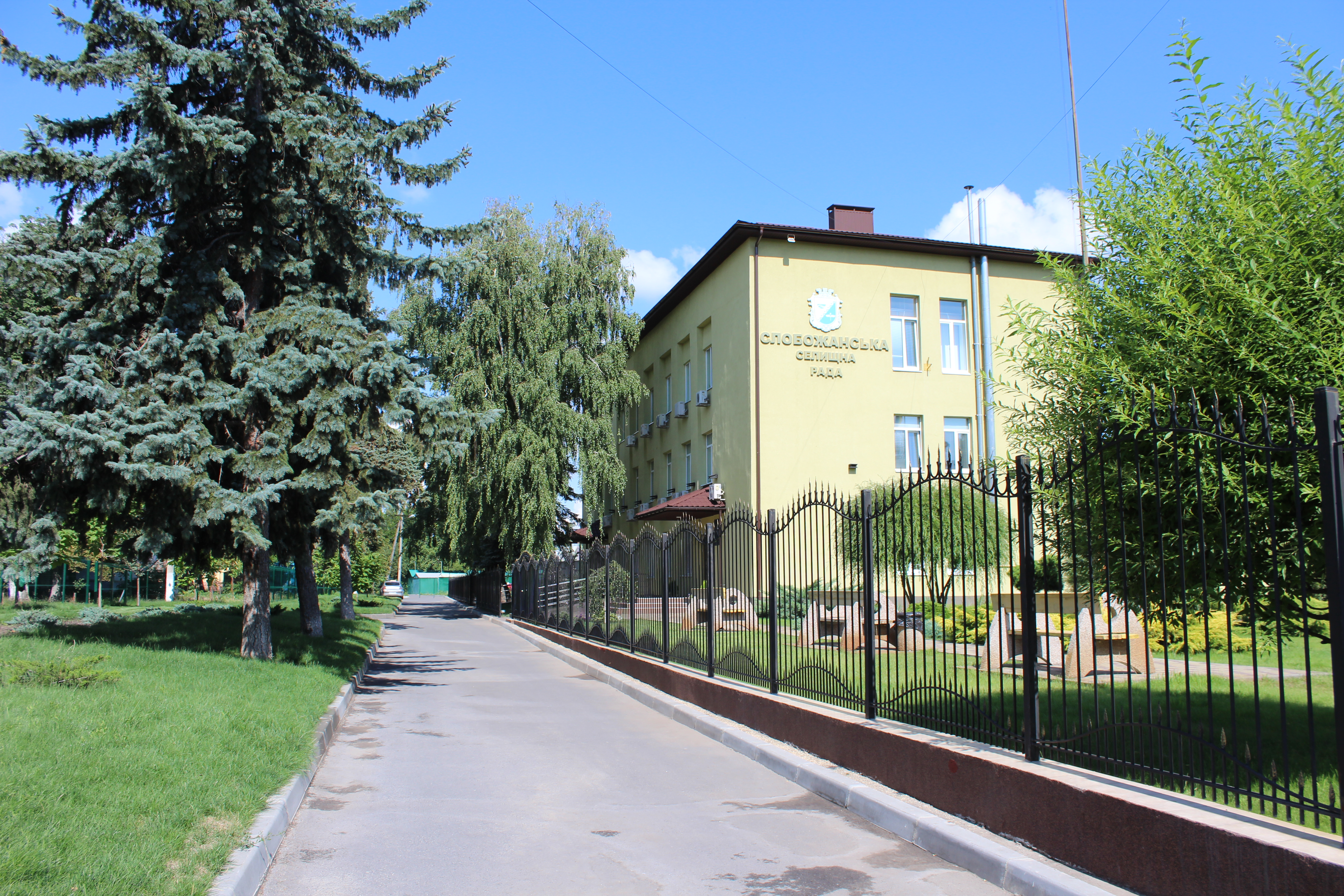
Слобожанська селищна рада

Рада складається з 26 депутатів та голови.
- Голова ради: Камінський Іван Миколайович
- Секретар ради: Лагода Людмила Василівна

Депутатський корпус представлений наступними політичними фракціями:
- політична партія «Слуга Народу» - 5 депутатів,
- політична партія «Європейська Солідарність» - 4 депутати,
- політична партія «Голос» - 5 депутатів,
- політична партія «Блок Вілкула «Українська перспектива» - 3 депутати,
- політична партія «Батьківщина» - 3 депутати,
- позафракційні - 6 депутатів.